# Kethna
La Parròquia de Kehtna (estonià: Kehtna vald) és un municipi rural al centre d'Estònia. És una part del comtat de Rapla. El municipi té una població de 5.182 habitants (a l'1 de gener de 2004) i té una superfície de 507,3 km2. La densitat de població és de 10,2 habitants per km2.
El centre administratiu del municipi és el petit barri de Kehtna. Els altres petits municipis són Eidapere, Kaerepere, Keava i Lelle.
També hi ha 43 pobles: Ahekõnnu - Ellamaa - Haakla - Hertu - Hiie - Ingliste - Käbiküla - Kaerepere - Kalbu - Kärpla - Kehtna-Nurme - Kastna - Kenni - Koogimäe - Koogiste - Kõrbja - Kumma - Laeste - Lellapere - Laeste - Lallipereme Linnaaluste - Lokuta - Metsaääre - Mukri - Nadalama - Nõlva - Ohekatku - Pae - Palasi - Paluküla - Põllu - Põrsaku - Reonda - Rõue - Saarepõllu - Saksa - Saunaküla - Selja - Sooaluste - Valtu-Nurme

## Religió
Religió a Kethna  (2021) 